# Jackson Porozo
Jackson Gabriel Porozo Vernaza (* 4. August 2000 in San Lorenzo) ist ein ecuadorianischer Fußballspieler. Er steht aktuell bei Olympiakos Piräus unter Vertrag.

## Karriere

### Verein
Erst startete seine Karriere in der Jugend von Independiente del Valle, von wo er im September von der dortigen U20 in die des Manta FC wechselte. Bei diesem ging es dann ab Anfang 2017 auch in die erste Mannschaft über. Hier kam er aber auch nur in der nationalen zweiten Liga zum Einsatz und wechselte so im August 2018 für eine Ablöse von 350.000 € weiter nach Brasilien zum FC Santos, wo er 2019 jedoch nur in 20 Spielen (vier Tore) in Nachwuchswettbewerben zu Einsätzen kam. Im Oktober 2020 zog er somit weiter nach Portugal, wo er nun bei Boavista Porto spielte. Seit der Spielzeit 2022/23 steht er in Frankreich bei Troyes unter Vertrag. Wird aber seit Saisonbeginn 2023/24 an andere Klub ausgeliehen. So ging er zunächst nach Griechenland zu Olympiakos Piräus und im Februar 2024 in die Türkei zu Kasımpaşa Istanbul. Der Kontrakt enthielt eine Kaufoption zum Ende der Saison.

### Nationalmannschaft
Sein Debüt in der ecuadorianischen Nationalmannschaft hatte er am 10. September 2019 bei einem 3:0-Sieg über Bolivien, wo er zur 85. Minute für Félix Torres eingewechselt wurde. Nach weiteren Freundschaftsspieleinsätzen in den Jahren 2021 und 2022 wurde er auch für den finalen Kader bei der Weltmeisterschaft 2022 nominiert.